# گلندرق سفلی
کلاندرق سفلی روستایی در دهستان گرده از توابع بخش مرکزی شهرستان 
نمین در استان اردبیل، ایران است. این روستا در منطقه‌ای کوهستانی با طبیعتی زیبا و آب‌وهوایی معتدل قرار دارد. مردم کلاندرق سفلی به زبان ترکی آذربایجانی صحبت می‌کنند . این روستا حدود ۷۴ نفر جمعیت دارد.